# Mark Polansky
Mark Lewis Polansky (Paterson, 2 juni 1956) is een voormalig Amerikaans ruimtevaarder. Polansky zijn eerste ruimtevlucht was STS-98 met de spaceshuttle Atlantis en vond plaats op 7 februari 2001. Tijdens de missie werd de Destiny Laboratory-module gekoppeld aan het Internationaal ruimtestation ISS.
Polansky maakte deel uit van NASA Astronaut Group 16. Deze groep van 44 ruimtevaarders begon hun training in 1996 en had als bijnaam The Sardines.
In totaal heeft Polansky drie ruimtevluchten op zijn naam staan. Allemaal naar het Internationaal ruimtestation ISS. In 2012 verliet hij NASA en ging hij als astronaut met pensioen. 